# توجردی
توجردی، شهری در بخش توجردی شهرستان سرچهان در استان فارس ایران است. این شهر، مرکز بخش توجردی است.

## جمعیت
بر پایه سرشماری عمومی نفوس و مسکن در سال ۱۳۹۵، جمعیت شهر توجردی برابر با ۲٬۰۲۱ نفر (۶۳۱ خانوار) بوده است.